# Blackpool Football Club
Maillots
Actualités
Le Blackpool Football Club est un club de football anglais fondé en 1887 à Blackpool. Depuis sa création, il a remporté un seul trophée majeur : la Cup, en 1953, grâce au plus grand joueur de son histoire, Stanley Matthews, devenu le premier ballon d'or France Football en 1956.
Lors de la saison 2024-2025 le club joue en League One (troisième division anglaise).

## Repères historiques
Fondé en 1877 sous le nom de Blackpool Saint John's, le club a adopté un statut professionnel en 1887 et a rejoint la League de 1896 à 1899 (deuxième division) puis à partir de 1900 après avoir fusionné avec South Shore.
Le club qui dispute en 2009-2010 l'EFL Championship (deuxième division anglaise), gagne la finale des play-offs contre Cardiff City et est promu en Premier League pour la saison 2010-2011. Mais à la fin de cette saison, le club est relégué en EFL Championship (deuxième division anglaise). À la fin de la saison 2014-2015, le club est relégué en EFL League One (troisième division anglaise) puis la saison suivante en EFL League Two (quatrième division anglaise).
À l'issue de la saison 2020-21, le club est promu en EFL Championship, en gagnant les play-offs.
À l'issue de la saison 2022-23, le club est relégué en Football League One, où il évoluera pour la saison 2023-2024.

## Palmarès et records
| Championnats nationaux | Coupes nationales | Compétitions internationales                                          |
| - Championnat d'Angleterre (0) : - Vice-champion : 1956. - Championnat d'Angleterre de deuxième division (2) : - Champion : 1930. - Vice-champion : 1937 et 1970. - Vainqueur des play-offs : 2010. - Championnat d'Angleterre de troisième division (0) : - Vainqueur des play-offs : 2007 et 2021. - Championnat d'Angleterre de quatrième division (0) : - Vice-champion : 1985. - Vainqueur des play-offs : 1992, 2001 et 2017. | - Coupe d'Angleterre (1) : - Vainqueur : 1953. - Finaliste : 1948 et 1951. - Football League Trophy (2) : - Vainqueur : 2002 et 2004. - Football League War Cup (1) : - Vainqueur : 1943. - Lancashire Senior Cup (6) : - Vainqueur : 1936, 1937, 1954, 1994, 1995, 1996 - Lancashire FA Challenge Trophy (2) : - Vainqueur : 1888 et 1891. | - Coupe anglo-italienne (1) : - Vainqueur : 1971. - Finaliste : 1972. |

## Joueurs et personnalités du club

### Entraîneurs
Le tableau suivant présente la liste des entraîneurs du club depuis 1896.
| Rang | Nom                      | Période               |
| ---- | ------------------------ | --------------------- |
| 1    | Pas d'entraîneur         | 1896-1903             |
| 2    | Tom Barcroft             | 1903-1909             |
| 3    | Jack Cox                 | 1909-1911             |
| 4    | Pas d'entraîneur         | 1911-1915             |
| 5    | Bill Norman              | août 1918-mai 1923    |
| 6    | Pas d'entraîneur         | mai 1923-oct. 1923    |
| 7    | Frank Buckley            | oct. 1923-mai 1927    |
| 8    | Sydney Beaumont          | août 1927-mai 1928    |
| 9    | Harry Evans              | août 1928-mai 1933    |
| 10   | Sandy MacFarlane         | juil. 1933-juil. 1935 |
| 11   | Joe Smith                | août 1935-avr. 1958   |
| 12   | Ron Suart                | mai 1958-févr. 1967   |
| 13   | Stan Mortensen           | févr. 1967-avr. 1969  |
| 14   | Harry Johnston (intérim) | avr. 1969             |
| 15   | Les Shannon              | mai 1969-oct. 1970    |
| 16   | Jimmy Meadows (intérim)  | oct. 1970-déc. 1970   |
| 17   | Bob Stokoe               | déc. 1970-nov. 1972   |
| 18   | Pas d'entraîneur         | nov. 1972-janv. 1973  |

| Rang | Nom                     | Période               |
| ---- | ----------------------- | --------------------- |
| 19   | Harry Potts             | janv. 1973-mai 1976   |
| 20   | Allan Brown             | mai 1976-févr. 1978   |
| 21   | Bobby Smith (intérim)   | févr. 1978-mars 1978  |
| 22   | Jimmy Meadows (intérim) | mars 1978-mai 1978    |
| 23   | Bob Stokoe              | mai 1978-août 1979    |
| 24   | Stan Ternent            | sept. 1979-févr. 1980 |
| 25   | Freddie Scott (intérim) | févr. 1980            |
| 26   | Alan Ball, Jr.          | févr. 1980-févr. 1981 |
| 27   | Allan Brown             | mars 1981-mai 1982    |
| 28   | Sam Ellis               | juin 1982-mars 1989   |
| 29   | Jimmy Mullen (intérim)  | mars 1989-mai 1989    |
| 30   | Jimmy Mullen            | mai 1989-avr. 1990    |
| 31   | Tom White (intérim)     | avr. 1990-juin 1990   |
| 32   | Graham Carr             | juin 1990-nov. 1990   |
| 33   | Billy Ayre              | nov. 1990-juin 1994   |
| 34   | Sam Allardyce           | juil. 1994-mai 1996   |
| 35   | Gary Megson             | juil. 1996-juil. 1997 |
| 36   | Nigel Worthington       | juil. 1997-déc. 1999  |

| Rang | Nom                                   | Période                 |
| ---- | ------------------------------------- | ----------------------- |
| 37   | Mike Hennigan & Mike Davies (intérim) | déc. 1999-janv. 2000    |
| 38   | Steve McMahon                         | janv. 2000-juin 2004    |
| 39   | Colin Hendry                          | juin 2004-nov. 2005     |
| 40   | Simon Grayson (intérim)               | nov. 2005-juin 2006     |
| 41   | Simon Grayson                         | août 2006-déc. 2008     |
| 42   | Tony Parkes (intérim)                 | déc. 2008-mai 2009      |
| 43   | Ian Holloway                          | mai 2009-nov. 2012      |
| 44   | Steve Thompson (intérim)              | nov. 2012               |
| 45   | Michael Appleton                      | nov. 2012-janv. 2013    |
| 46   | Steve Thompson (intérim)              | janv. 2013-févr. 2013   |
| 47   | Paul Ince                             | févr. 2013-janv. 2014   |
| 48   | Barry Ferguson (intérim)              | janv. 2014-mai 2014     |
| 49   | José Riga                             | juin 2014-oct. 2014     |
| 50   | Lee Clark                             | oct. 2014-mai 2015      |
| 51   | Neil McDonald                         | juin 2015-mai 2016      |
| 52   | Gary Bowyer                           | juin 2016-février 2020  |
| 53   | Neil Critchley (en)                   | mars 2020-janvier 2023  |
| 54   | Mick McCarthy                         | janvier 2023-avril 2023 |
| 55   | Neil Critchley (en)                   | mai 2023-août 2024      |
| 56   | Steve Bruce                           | septembre 2024-         |

### Joueurs emblématiques
- Keshi Anderson
- Jimmy Armfield
- Alan Ball
- / Marc Bola
- Josh Bowler
- Callum Connolly
- Nathan Delfouneso
- Karamoko Dembélé
- Kiernan Dewsbury-Hall
- Tom Ince
- Sean Longstaff
- Gary Madine
- Stanley Matthews
- Callum McManaman
- Stan Mortensen
- Jacob Murphy
- Brett Ormerod
- / Charlie Patino
- Morgan Rogers
- Jonjo Shelvey
- Keith Southern
- Gary Taylor-Fletcher
- Charlie Adam
- Matt Gilks
- Jackie Mudie
- Kyle Vassell
- Billy Clarke
- Séamus Coleman
- Wes Hoolahan
- Ian Poveda
- Andrea Orlandi
- Elliot Grandin
- Ludovic Sylvestre
- Ricardo Fuller
- Kaspars Gorkss
- Nouha Dicko
- Bright Osayi-Samuel
- Lomana LuaLua

## Structures du club

### Stade

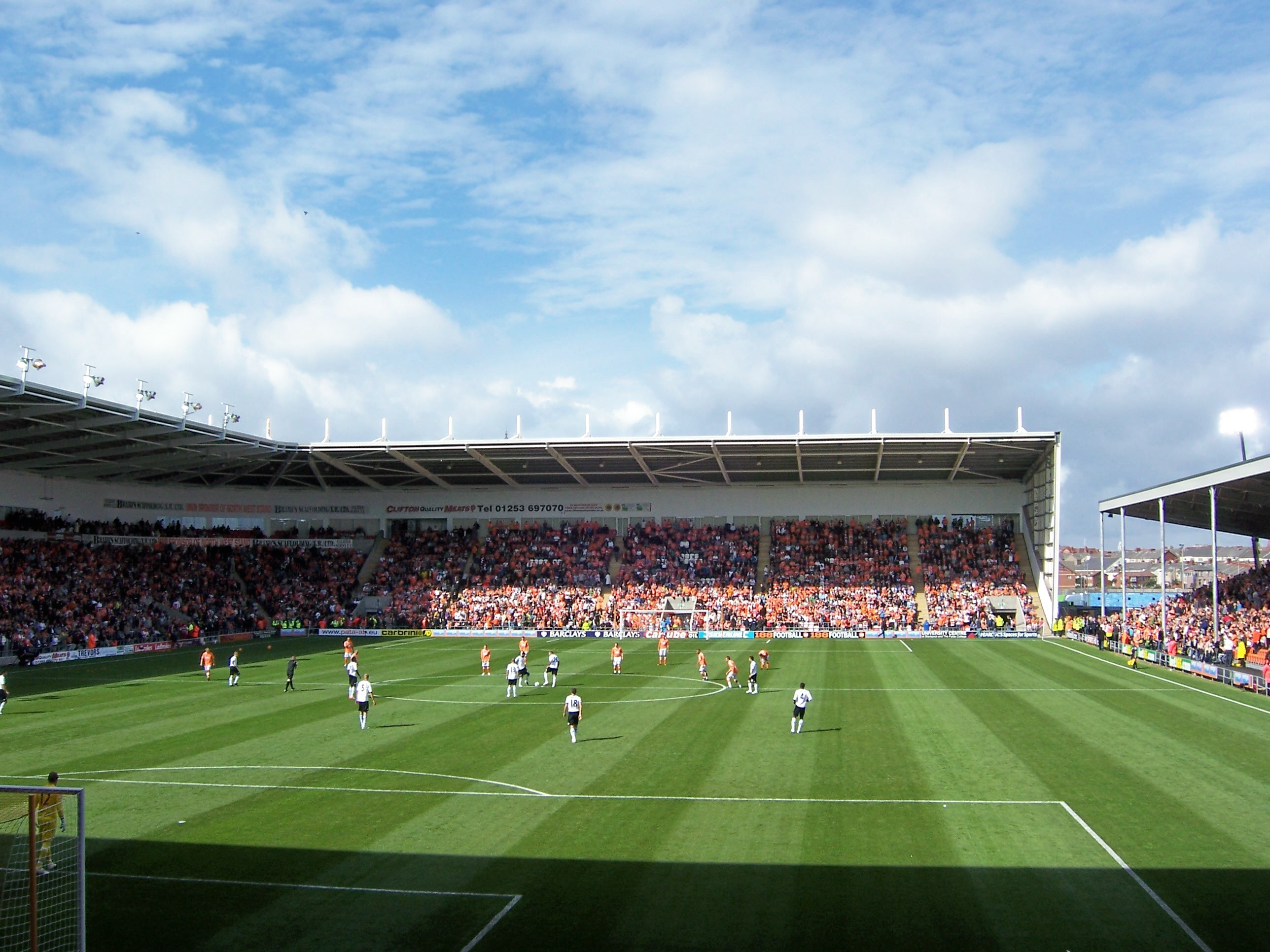
Bloomfield Road

Le Blackpool FC réside à Bloomfield Road. Nommé auparavant Gamble's Road, Il contient 16 750 places. Situé sur Seasiders Way, le record d'affluence date du 19 septembre 1955 avec 38 098 spectateurs pour un match de division 1 contre Wolverhampton Wanderers. Il est surnommé "Bloomers" par les fans du club.

### Équipementiers et sponsors

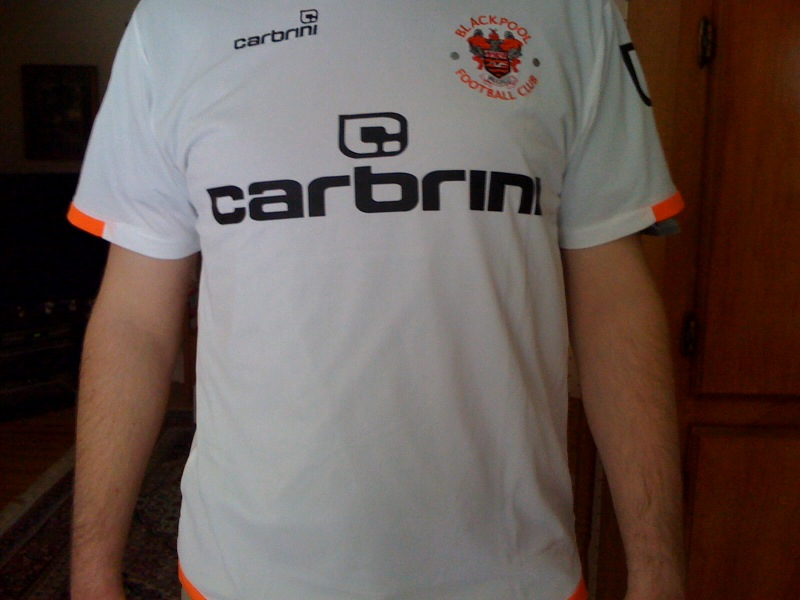
Le maillot extérieur de l'équipe lors de la saison 2009-2010

Depuis la saison 2013-2014 l'équipementier du club est Erreà.